# 伊德羅湖
45°46′48″N 10°30′36″E / 45.78000°N 10.51000°E

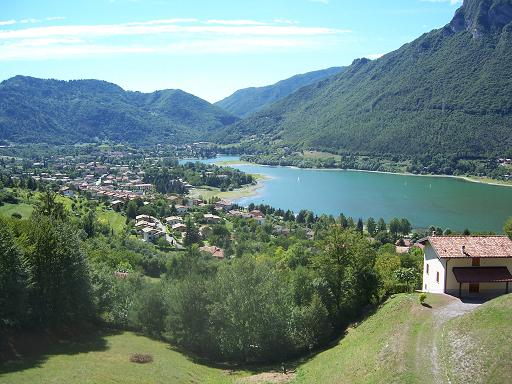

伊德羅湖是意大利的湖泊，位於該國北部，由布雷西亞省和特倫托自治省負責管轄，長11公里、寬1.9公里，面積11.4平方公里，集水區面積617平方公里，湖岸線長度24公里，海拔高度368米，最大水深122米，蓄水量0.33方公里。

## 外部連結
- http://www.ise.cnr.it/limno/schede/idro.htm （页面存档备份，存于）
- （意大利文）